# Invarianza di scala

Un processo di Wiener ha invarianza di scala.

In fisica e matematica, l'invarianza di scala è una caratteristica degli oggetti o una legge fisica che non cambia forma se si scalano le lunghezze (o parimenti le energie) di un fattore comune. Il termine tecnico per questa trasformazione è dilatazione e la dilatazione può essere anche considerata come un sottoinsieme delle trasformazioni conformi.
- In matematica, l'invarianza di scala spesso si riferisce all'invarianza di una singola funzione o curva. Un concetto strettamente correlato è l'auto-similarità, dove la funzione o la curva in questione è invariante rispetto a un sottoinsieme discreto delle dilatazioni. È anche possibile che le distribuzioni di probabilità di un processo casuale ammettano questo tipo di invarianza di scala o auto similarità (si veda per esempio il moto browniano).
- Nella teoria classica dei campi, l'invarianza di scala è comunemente applicata all'invarianza di tutta la teoria sotto le dilatazioni. Questo tipo di teorie descrivono processi fisici che non hanno una scala di lunghezza caratteristica.
- Nella teoria quantistica dei campi, l'invarianza di scala ha una interpretazione in termini delle caratteristiche delle particelle elementari. In una teoria invariante per scala, l'intensità dell'interazione fra le particelle non dipende dell'energia delle particelle coinvolte nella reazione.
- In meccanica statistica, l'invarianza di scala è una caratteristica delle transizioni di fase. La chiave di osservazione è che nell'intorno di una transizione di fase o di un punto critico, le fluttuazioni si verificano a tutte le scale di lunghezza, e quindi si possono cercare delle teorie esplicitamente invarianti di scala per descrivere il fenomeno. Questo tipo di teorie sono studiate dalla teoria dei campi statistica, e formalmente sono molto simili alle teorie invarianti di scale delle teorie di campo quantistiche.
- L'universalità è l'osservazione che sistemi microscopici molto differenti fra loro possono avere le stesse caratteristiche globali dei sistemi con transizioni di fase. Quindi l'analisi delle caratteristiche di scala di sistemi anche molto differenti fra loro può essere descritta da un'unica teoria (detta per l'appunto universale).
- In generale, tutte le quantità adimensionali (o scalari) sono invarianti per scala. L'analogo concetto in statistica sono i momenti standardizzati, che sono invarianti statistici per scala di una variabile, mentre non lo sono i momenti non standardizzati.

## Invarianza di scala di curve e auto-similarità
In matematica si possono considerare le proprietà di scala di funzioni o curve {\displaystyle f(x)} sotto una dilatazione della variabile {\displaystyle x}. L'interesse è cioè focalizzato verso la forma di {\displaystyle f(\lambda x)} per un fattore di scala arbitrario {\displaystyle \lambda }, che può essere considerato la lunghezza o il valore della dilatazione. La richiesta per {\displaystyle f(x)} di essere invariante sotto tutte le possibili dilatazioni {\displaystyle \lambda } è spesso scritta come:
{\displaystyle f(\lambda x)=\lambda ^{\Delta }f(x)}
per una qualche scelta dell'esponente {\displaystyle \Delta }.
Esempi di funzioni invarianti di scala sono i monomi {\displaystyle f(x)=x^{n}}, per i quali si ha chiaramente {\displaystyle \Delta =n}:
{\displaystyle f(\lambda x)=(\lambda x)^{n}=\lambda ^{n}f(x).}
Un esempio di una curva invariante di scala è la spirale logaritmica, un tipo di curva che appare spesso in natura. In coordinate polari  (r, θ) la spirale può essere scritta come:
{\displaystyle \theta ={\frac {1}{b}}\ln(r/a).}
Considerando rotazioni della curva, l'invarianza si manifesta riscalando l'angolo, {\displaystyle \theta (\lambda r)}; la trasformazione ovviamente lascia identica a se stessa la curva.

### Geometria proiettiva
L'idea di una invarianza di scala dei monomi si generalizza in un numero maggiore di dimensioni all'idea dei polinomi omogenei e più genericamente alle funzioni omogenee. Le funzioni omogenee sono la base naturale degli spazi proiettivi e i polinomi omogenei sono studiati come varietà proiettive in geometria proiettiva. La geometria proiettiva è un campo particolarmente fertile della matematica; nella sua forma più astratta, la geometria degli schemi, ha svariate connessioni con la teoria delle stringhe.

La curva di Koch è auto similare

### Frattali
Spesso comunemente i frattali sono indicati come oggetti invarianti di scala sebbene sarebbe più corretto dire che sono piuttosto auto-similari. Un frattale è uguale a se stesso tipicamente solo per un insieme discreto di valori di λ e anche le traslazioni e le rotazioni devono essere applicate in modo discreto per riottenere lo stesso frattale. Quindi per esempio, la curva di Koch scala con Δ = 1, ma il riscalamento è valido solo per valori di λ = 1 / 3n con n intero. Inoltre, la curva di Koch si riscala non solo rispetto all'origine, ma, in un certo senso, "dovunque": una copia in miniatura di tutto il frattale può essere ritrovata in qualsiasi punto della curva.
Alcuni frattali possono avere sequenze differenti di valori di invarianza di scala che sono studiate con l'analisi multifrattale.

## Invarianza di scala nei processi stocastici
Se {\displaystyle P(f)} è il valore di aspettazione della potenza alla frequenza {\displaystyle f}, allora il rumore scala come:
{\displaystyle P(f)=\lambda ^{-\Delta }P(\lambda f)}
con {\displaystyle \Delta =0} per il rumore bianco, {\displaystyle \Delta =-1} per il rumore rosa, e {\displaystyle \Delta =-2} per il rumore browniano (e più genericamente per il moto browniano).
Più precisamente, lo scaling nei sistemi stocastici riguarda la probabilità di scegliere una particolare configurazione fra l'insieme di tutte le configurazioni casuali possibili. Questa probabilità è data dalla distribuzione di probabilità. Esempi di distribuzioni invarianti di scala sono la distribuzione di Pareto e la distribuzione di Zipf.

### Cosmologia
Nella cosmologia, lo spettro di potenza della distribuzione spaziale della radiazione di fondo cosmica è prossima ad essere una distribuzione invariante di scala. Sebbene in matematica questo significhi che lo spettro esibisce una legge di potenza, in cosmologia il termine "invariante di scala" indica che l'ampiezza, P(k), delle fluttuazioni primordiali come funzione del numero d'onda, k, è approssimativamente costante, cioè uno spettro piatto. Questo tipo di spettro è consistente con i modelli inflativi.

## Invarianza di scala nelle teorie quantistiche dei campi
La dipendenza dalla scala di una teoria quantistica dei campi (QFT) è caratterizzata dal modo in cui le sue costanti di accoppiamento dipendono dall'energia a cui avviene un dato processo. Questa dipendenza dall'energia è descritta dal gruppo di rinormalizzazione, ed è codificata nella funzione beta della teoria.
Per avere una teoria QFT invariante di scala, le sue costanti di accoppiamento devono essere indipendenti dalla scala di energia e questo è indicato dall'annullarsi della funzione beta della teoria. Queste teorie sono note come punti fissi del corrispondente flusso del gruppo di rinormalizzazione.

### Elettrodinamica quantistica
Un semplice esempio di teoria di campo quantistica invariante di scala è il campo elettromagnetico libero quantizzato senza alcuna particella carica. Questa teoria, come il suo corrispettivo classico, è invariante di scala semplicemente dato che non contiene al suo interno alcuna costante di accoppiamento (né con le assenti particelle cariche, né con gli stessi fotoni dato che questi non interagiscono direttamente tra di loro).
Tuttavia in natura il campo elettromagnetico è accoppiato con le particelle cariche, come per esempio gli elettroni o i positroni. La teoria quantistica che descrive sia i campi fermionici degli elettroni sia quelli elettromagnetici è nota come elettrodinamica quantistica (QED) e non è una teoria invariante di scala. Analizzando la funzione beta della QED, si ricava che la carica elettrica (che è il parametro di accoppiamento della teoria) cresce al crescere dell'energia . Quindi, mentre il campo elettromagnetico quantizzato senza particelle cariche è invariante di scala, la QED non è invariante di scala.

### Teorie di campo scalari prive di massa
Campi quantistici liberi e privi di massa non hanno parametri di accoppiamento. Quindi, in modo analogo a quanto accade nella teoria classica, questi campi sono invarianti di scala. Nel linguaggio del gruppo di rinormalizzazione questa teoria è nota come punto fisso gaussiano.
Inoltre, anche se la teoria classica φ4 (che quindi ammette autointerazioni del campo con se stesso) è invariante di scala in {\displaystyle D=4}, la versione quantizzata non è invariante di scala. Si può capire questo fatto osservando la funzione beta per il parametro di accoppiamento g.
Sebbene la teoria φ4 quantistica non è invariante di scala, esistono altre teorie scalari quantizzate oltre a quella del punto fisso gaussiano che lo sono, ad esempio il punto fisso di Wilson-Fisher.

### Teoria dei campi conforme
Le teorie quantistiche invarianti di scala sono quasi sempre invarianti sotto l'azione di tutto il gruppo conforme e lo studio di queste teorie è noto come teoria dei campi conforme (CFT).  Alcuni operatori nella CFT hanno delle ben definite dimensioni di scala, analoghe alla potenza {\displaystyle \Delta } dei casi precedenti. Tuttavia le dimensioni di scala degli operatori in una teoria CFT differiscono tipicamente da quelle classiche a causa di contributi quantistici noti come dimensioni di scala anomale.

## Transizioni di fase
In meccanica statistica, quando un sistema subisce una transizione di fase, le sue fluttuazioni sono descritte da una teoria di campo statistica invariante di scala (o CFT, conformal field theory, teoria dei campi conforme). Per un sistema in equilibrio (cioè indipendente dal tempo), ad una teoria statistica in D dimensioni spaziali corrisponde formalmente una teoria CFT  D-dimensionale. In questo ambito le dimensioni di scala sono solitamente denominate esponenti critici. Si può calcolare in linea di principio questi esponenti nella appropriata corrispondente teoria di campo conforme.

### Il modello di Ising
Un esempio che unisce molte delle idee in merito all'invarianza di scala è la transizione di fase del modello di Ising, che descrive in modo semplificato il comportamento critico di una sostanza ferromagnetica. Si tratta di un modello di meccanica statistica che ha anche una descrizione in termini di una teoria di campo conforme. Il sistema consiste in una serie di siti reticolari, che formano un reticolo D-dimensionale periodico. Ad ogni sito reticolare è associato un momento magnetico o spin, e questa variabile di spin può assumere o il valore +1 o -1 (questi stati sono chiamati anche su e giù, rispettivamente).
Il punto chiave è che il modello di Ising ha un'interazione fra primi vicini spin-spin, il che rende energeticamente favorevole una coppia di due spin consecutivi allineati con lo stesso valore. D'altra parte, le oscillazioni termiche tipicamente introducono una casualità nell'allineamento e nel valore degli spin. Ad una certa temperatura critica, {\displaystyle T_{c}}, la coesistenza contemporanea di questi due fenomeni produce una transizione di fase. Al di sotto di questa temperatura si verifica la magnetizzazione spontanea, cioè il sistema tende verso l'allineamento contemporaneo di tutti gli spin in un unico valore. Questo significa che al di sotto {\displaystyle T_{c}} l'interazione spin-spin inizierà a dominare, e ci sarà qualche allineamento fra gli spin  consecutivi in una delle due direzioni.
Un esempio del tipo di grandezze fisiche si vorrebbe calcolare alla temperatura critica è la correlazione tra spin separati da una distanza r. Questo è l'andamento generico:
{\displaystyle G(r)\propto {\frac {1}{r^{D-2+\eta }}},}
Il valore esatto del parametro {\displaystyle \eta } dipende da molti fattori ed è un esempio di indice critico.

### L'evoluzione di Schramm–Loewner
Le dimensioni anomale in alcune teorie di campo conformi bidimensionali possono essere correlate alla tipica dimensione frattale di un cammino aleatorio, in cui i passi casuali sono definiti tramite l'evoluzione di Schramm-Loewner (SLE). Le teorie CFT possono descrivere la fisica delle transizioni di fase, e così si possono collegare gli esponenti critici delle transizioni di fase alle dimensioni frattali. Alcuni esempi sono il modello di critico di Ising bidimensionale e il più generale modello di Potts bidimensionale. Collegare altre teorie conformi bidimensionali alle LES è un'area attiva di ricerca.